# Osiedle im. Leona Kruczkowskiego (Kłodzko)

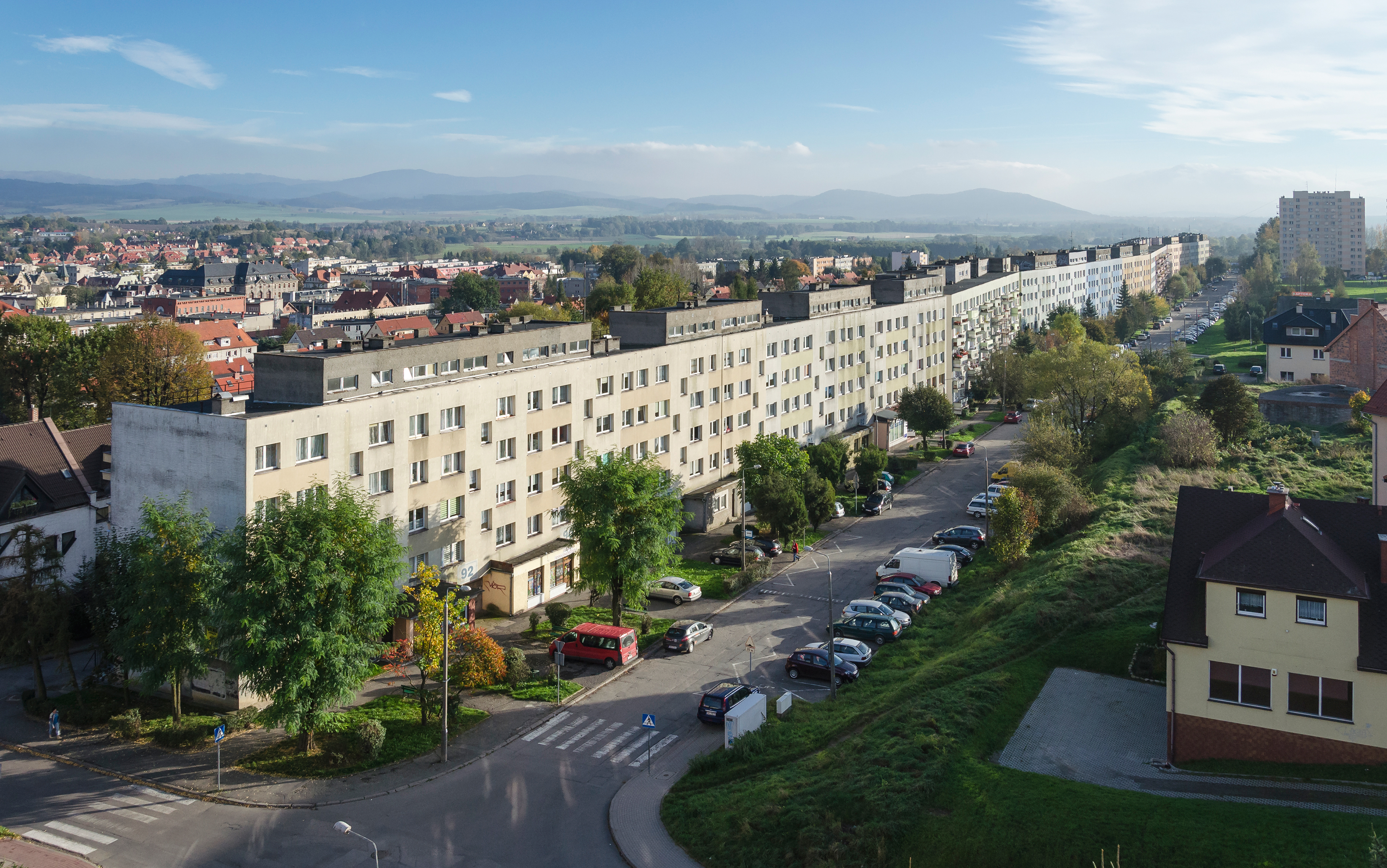
Falowiec przy ul. Rodzinnej

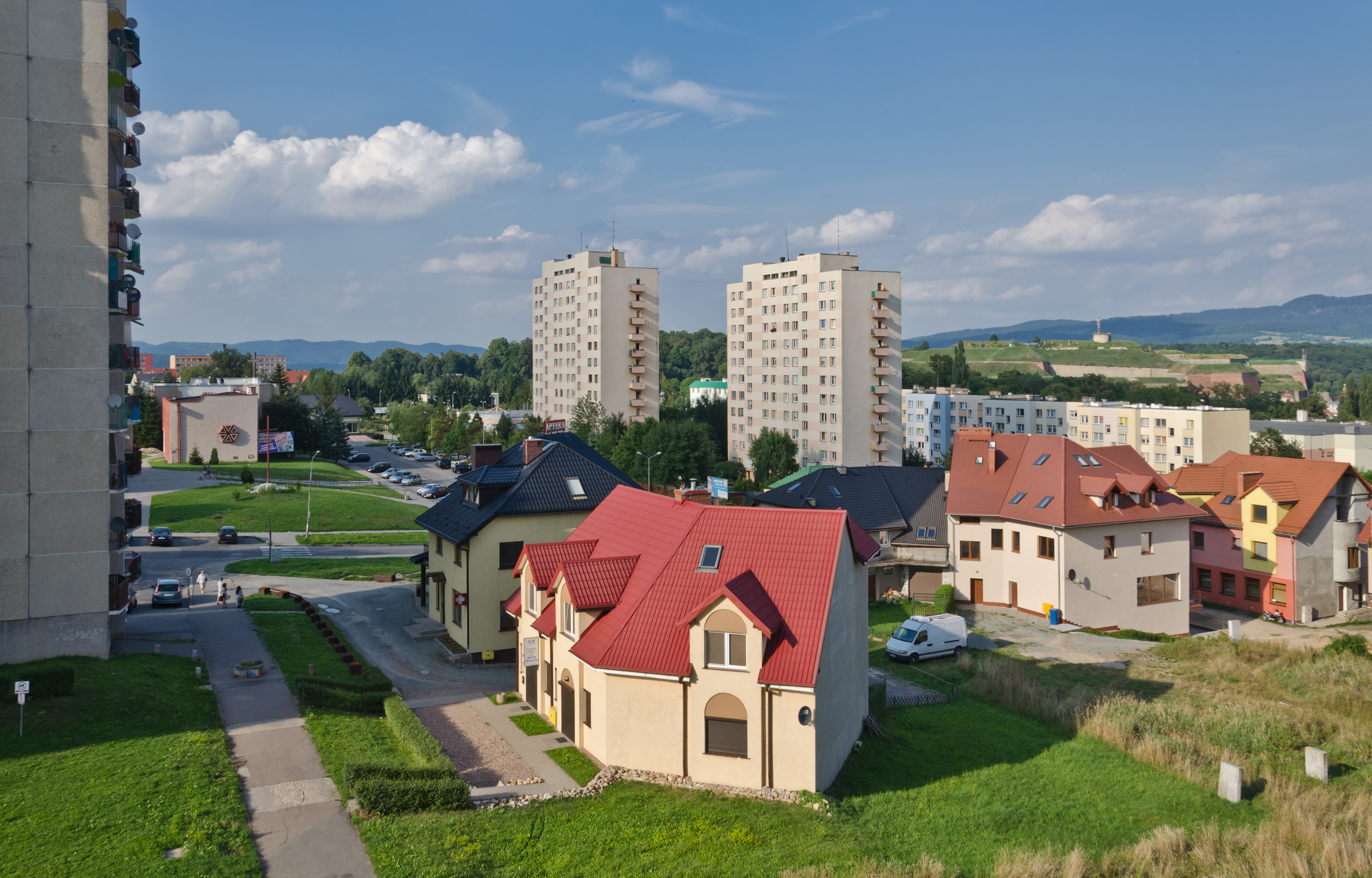
Północna część osiedla

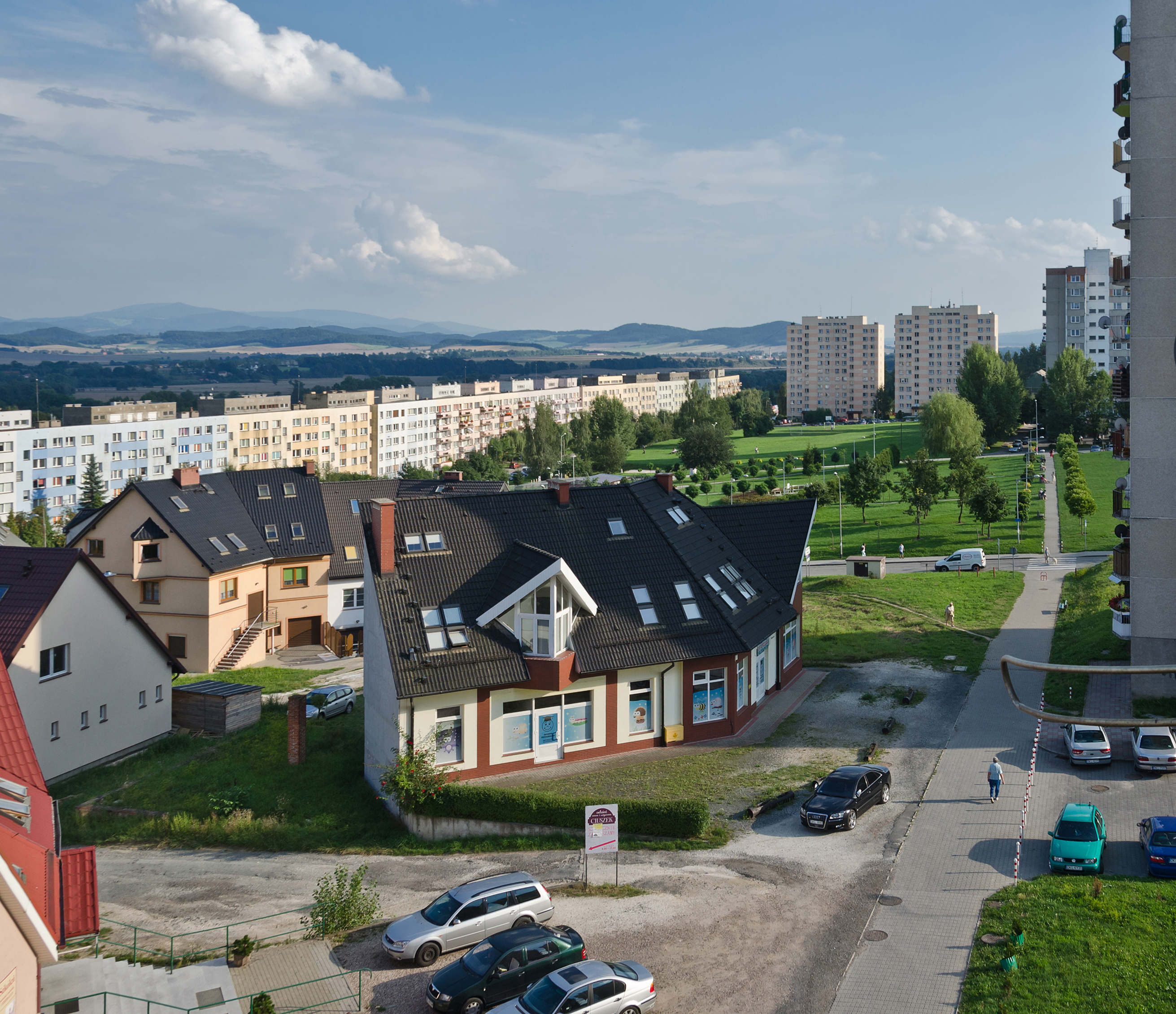
Wschodnia część osiedla

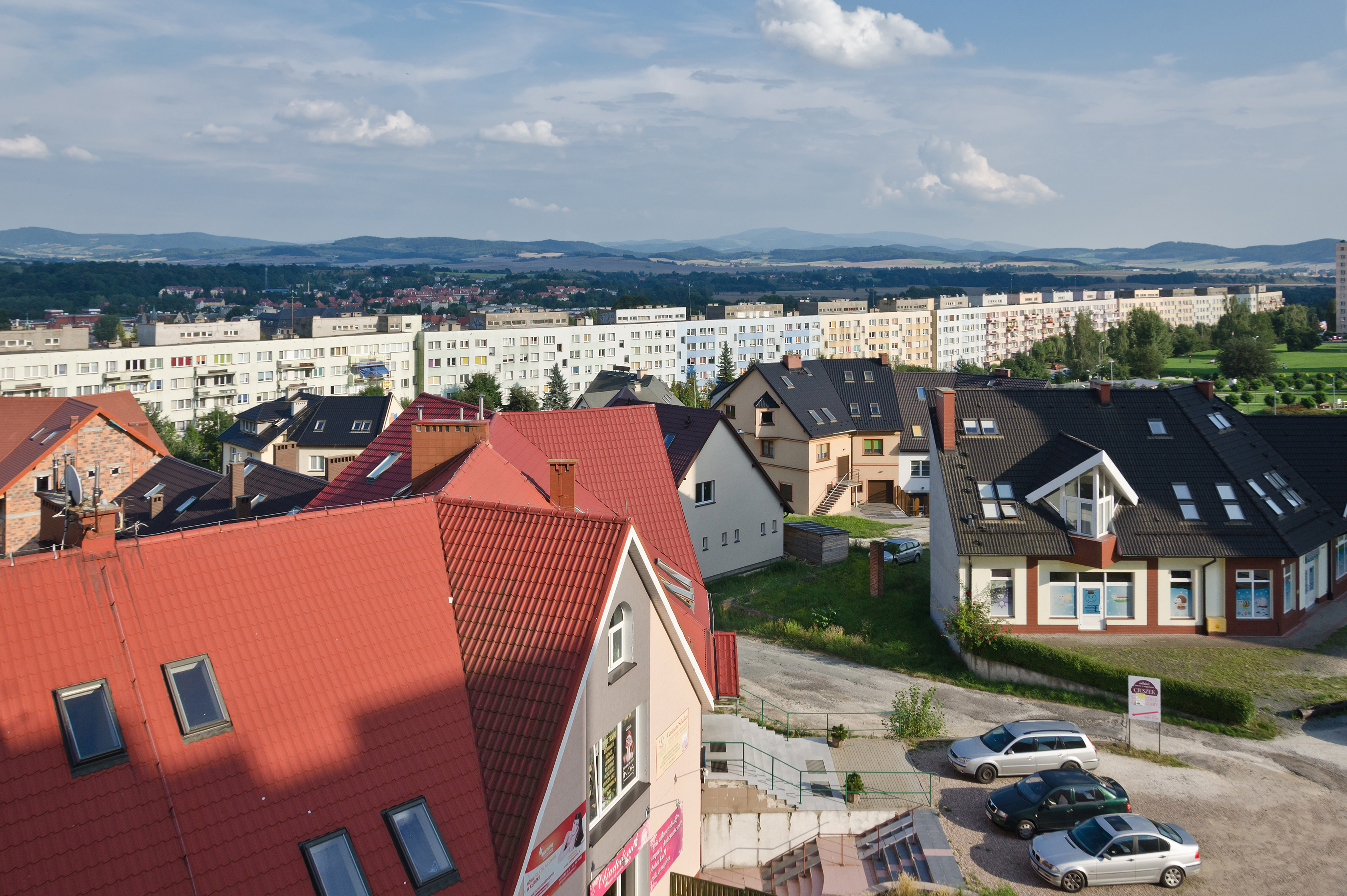
Wschodnia część osiedla

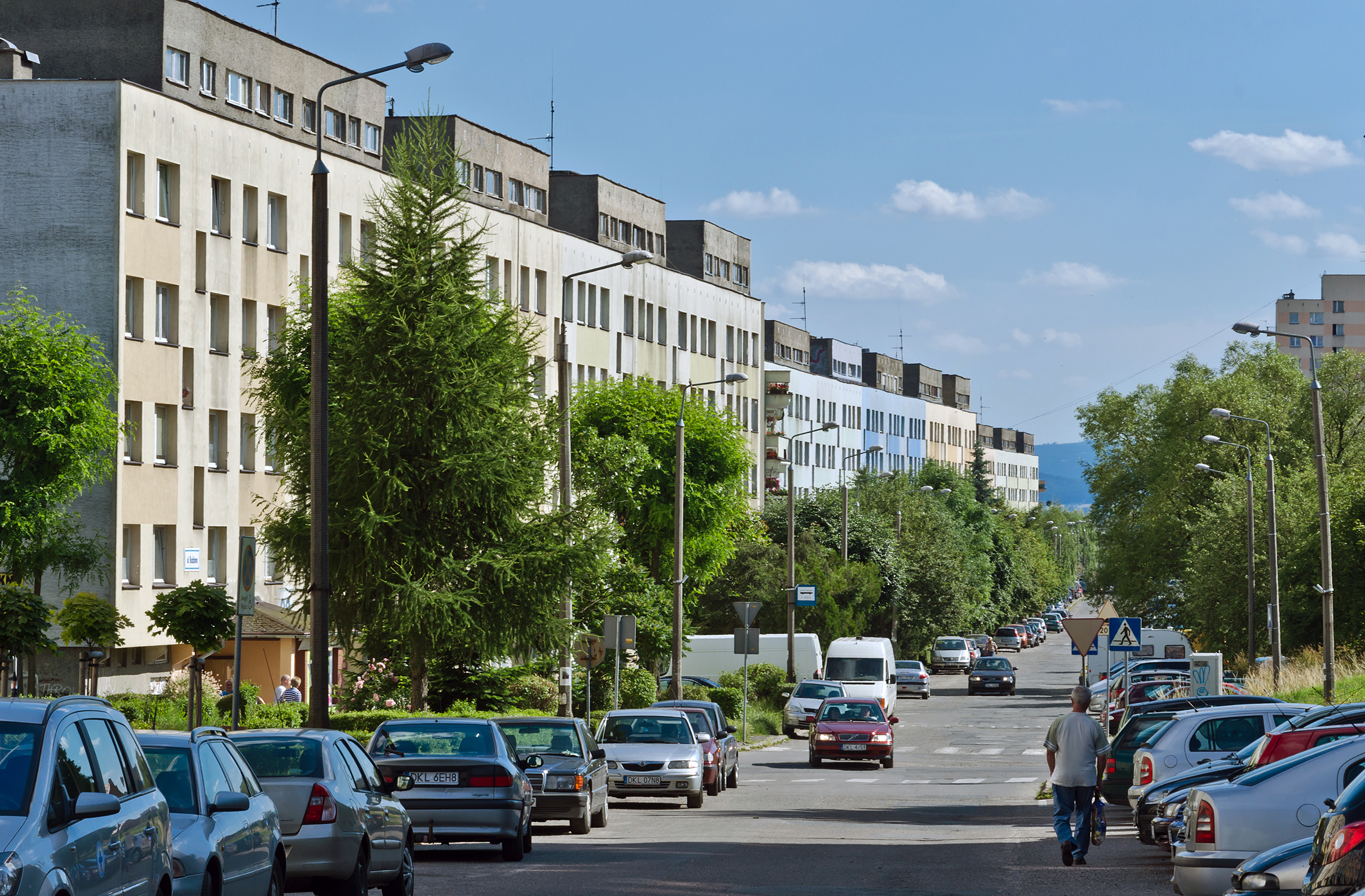
Falowiec przy ul. Rodzinnej

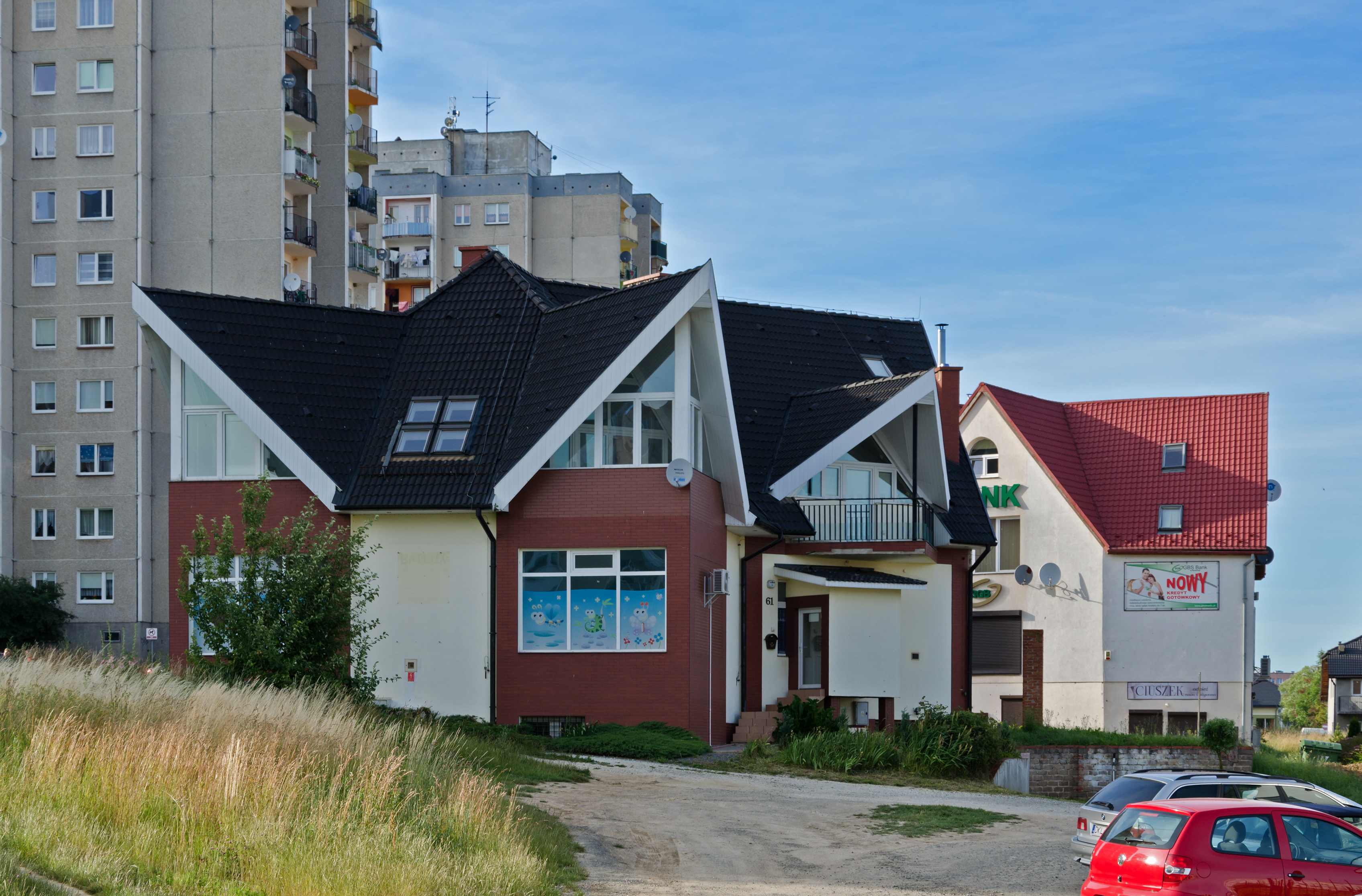
Zabudowa jednorodzinna w centrum osiedla

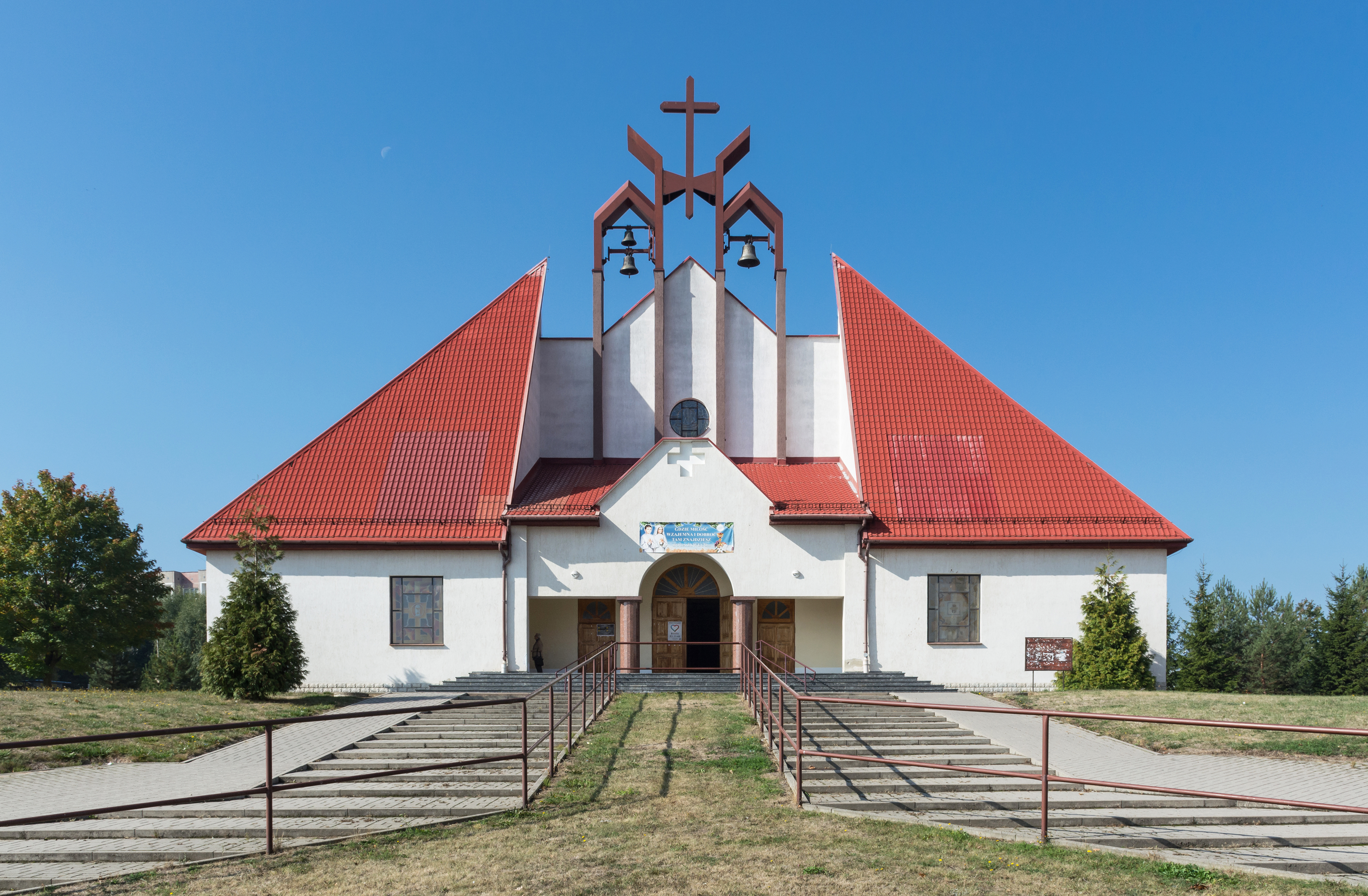
Kościół Podwyższenia Krzyża Świętego

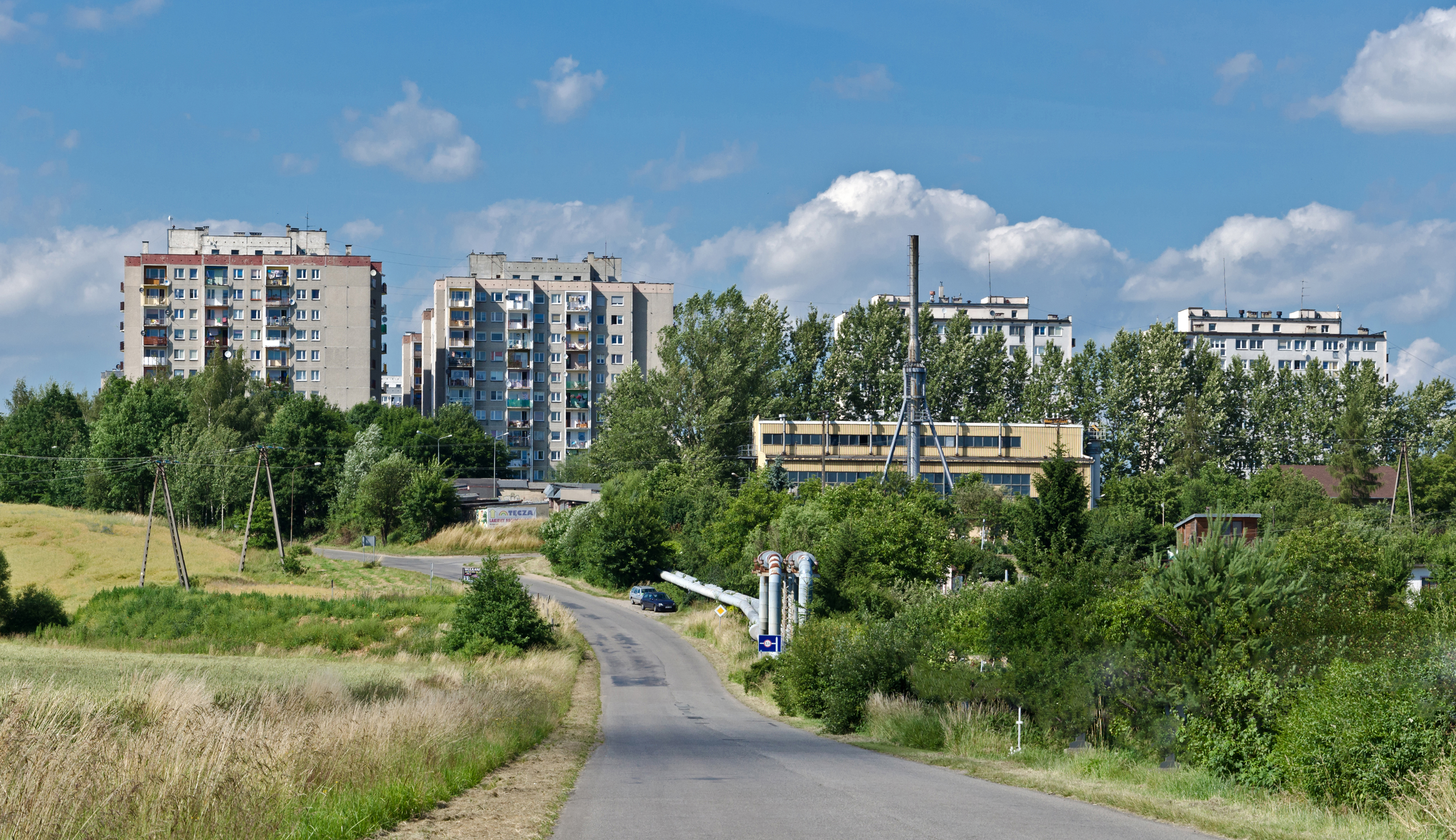
Elektrociepłownia i południowa część osiedla widziana z ul. Objazdowej

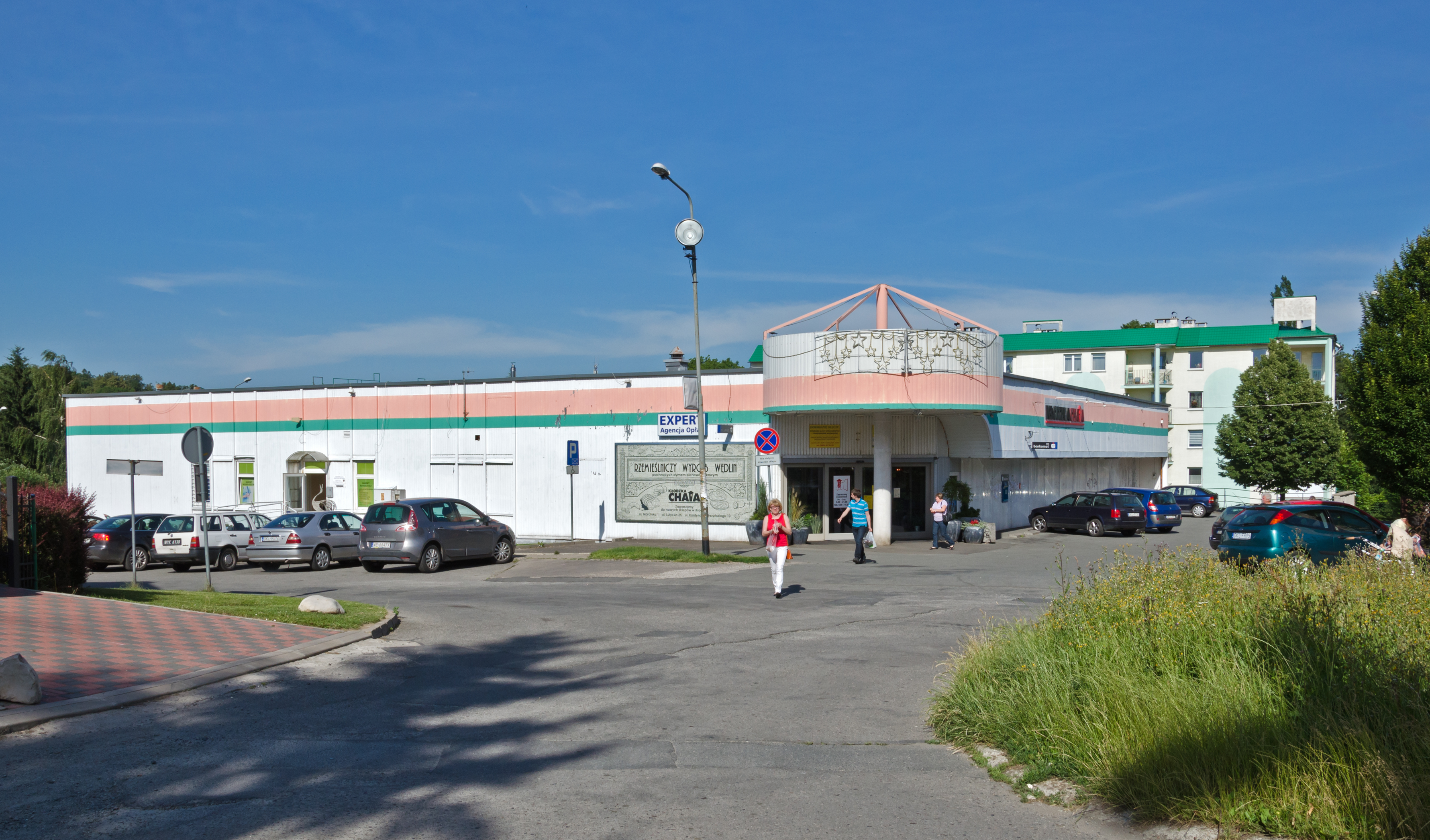
Supermarket „Chata Polska”

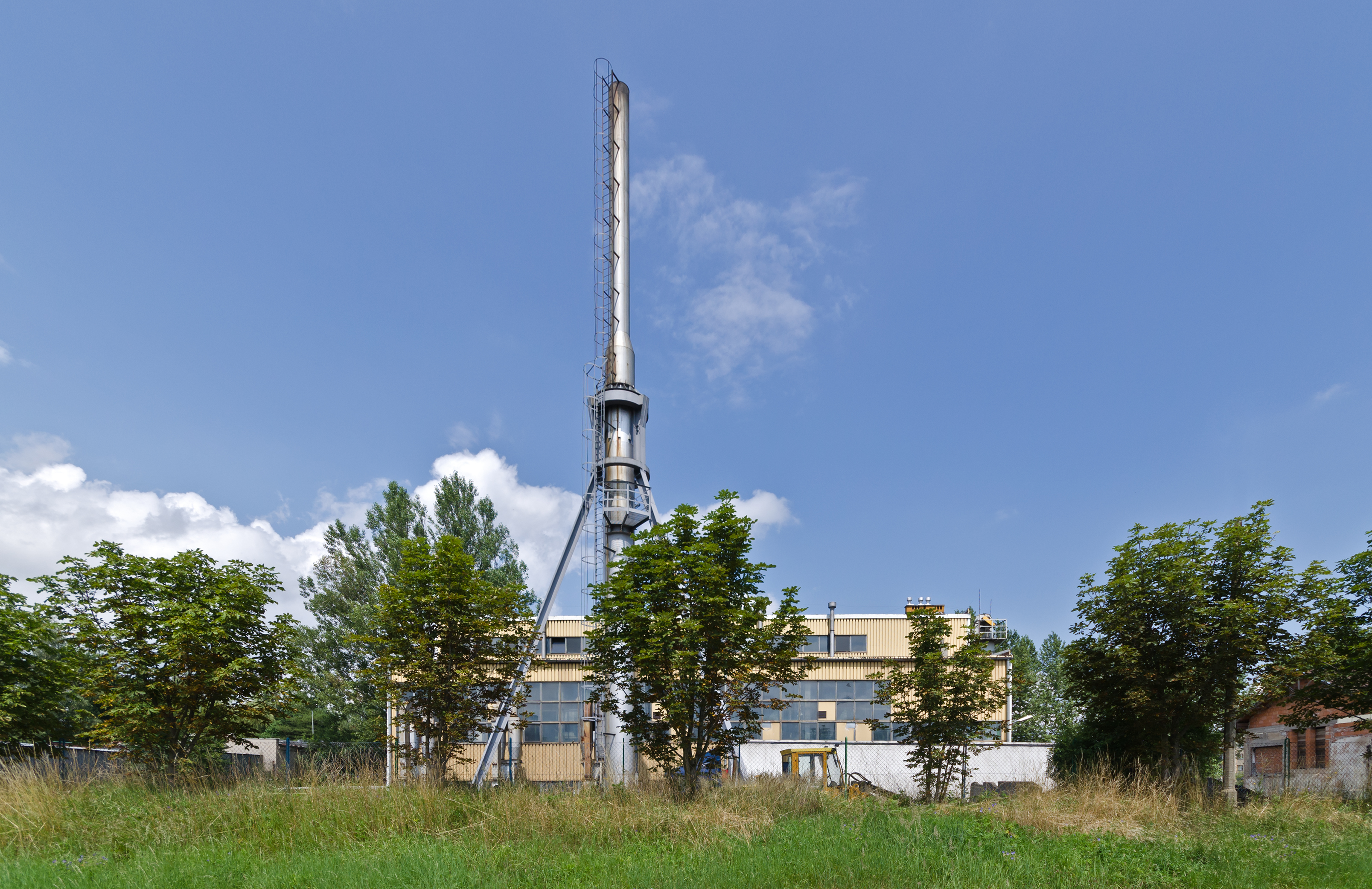
Elektrociepłownia na osiedlu

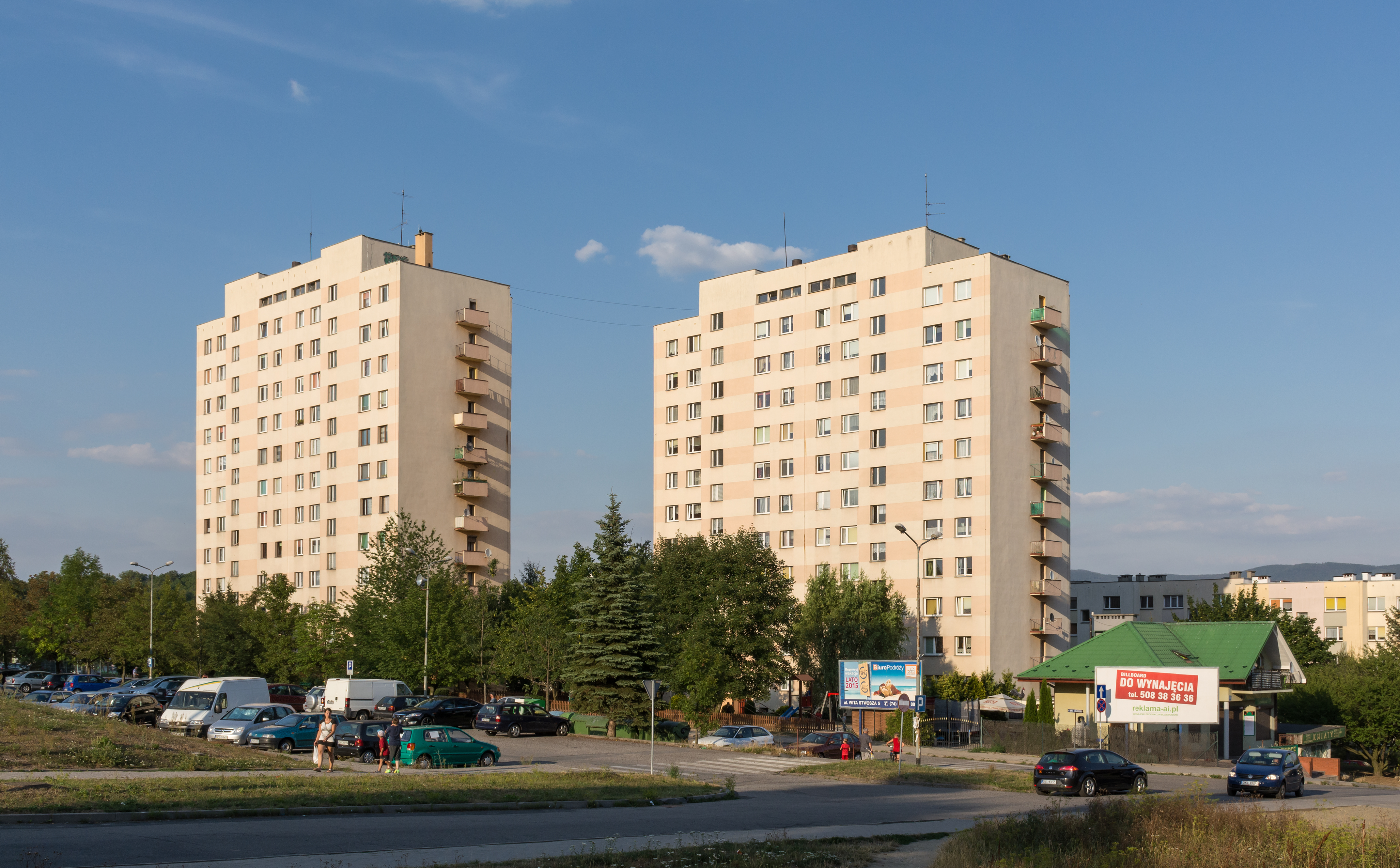
Wieżowce przy ul. Wyszyńskiego

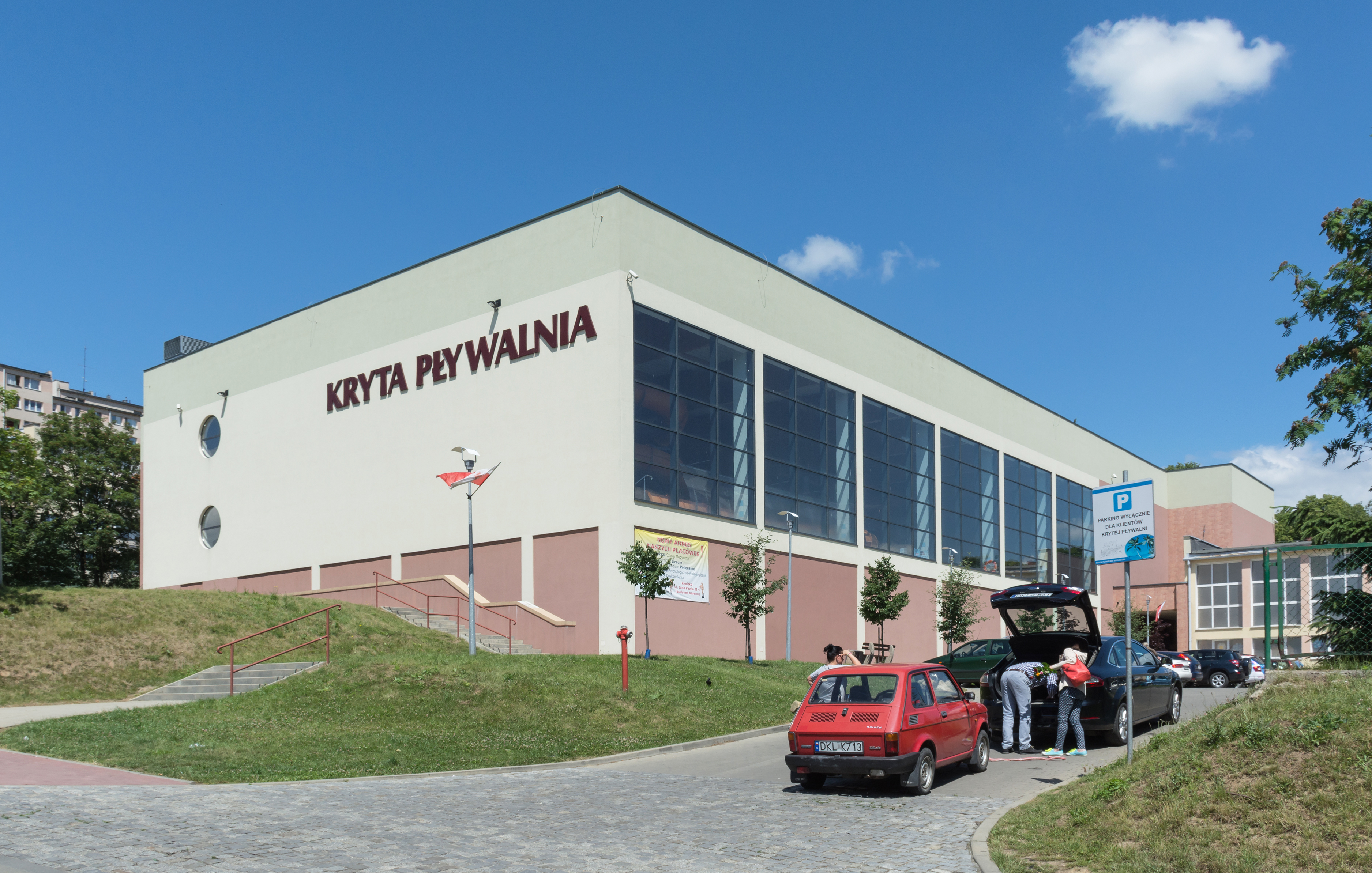
Kryta pływalnia przy Szkole Podstawowej nr 3

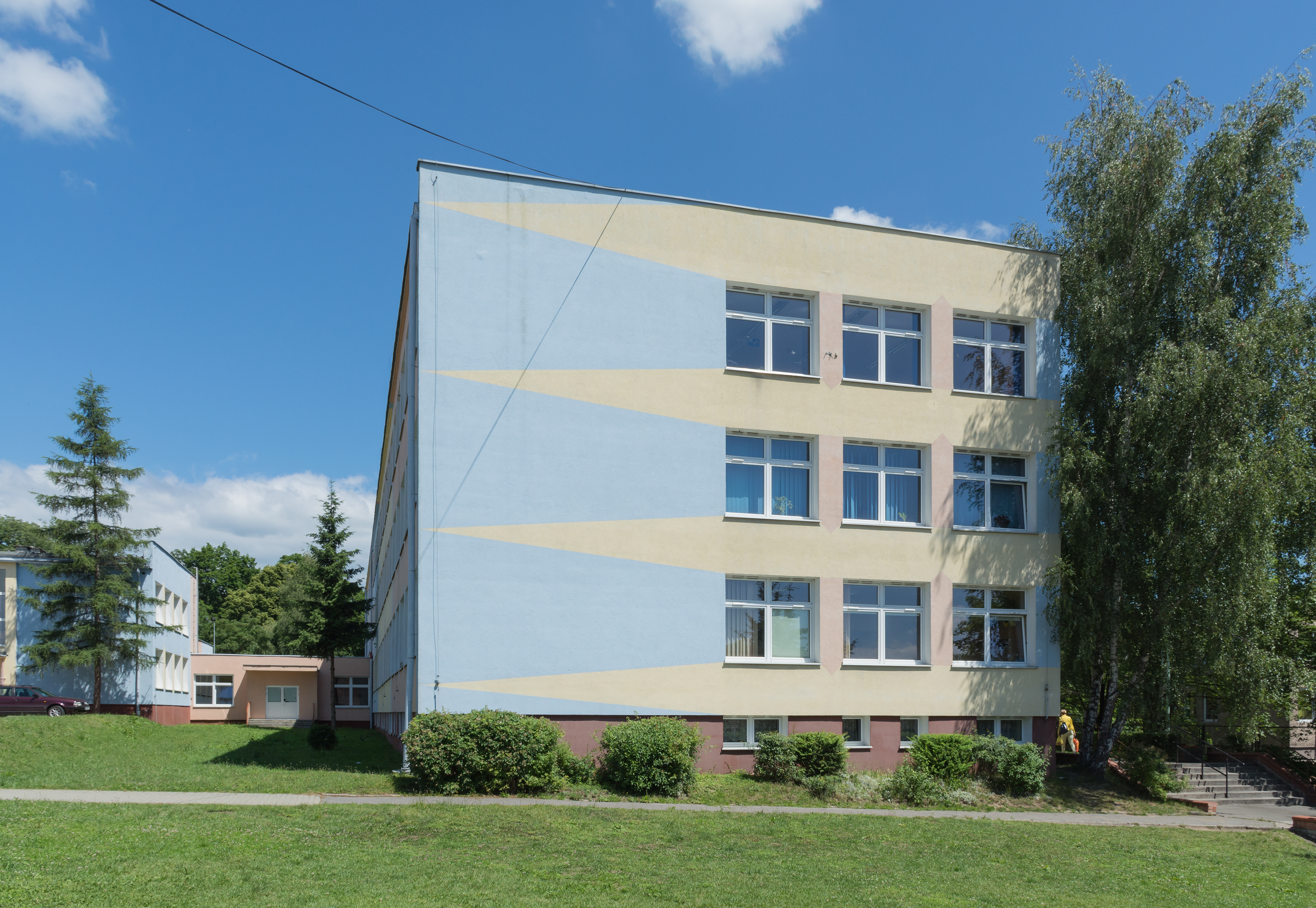
Główny budynek Szkoły Podstawowej nr 3 im. kpt. Betleja

Osiedle im. Leona Kruczkowskiego – największe osiedle mieszkaniowe w Kłodzku, położone w zachodniej części miasta. Zamieszkuje je około 9 tys. mieszkańców.

## Geografia

### Położenie geograficzne
Osiedle im. Kruczkowskiego położone jest w zachodniej części Kłodzka. Graniczy na zachodzie z Kościelnikami, na północy z osiedlem im. św. Wojciecha, na wschodzie ze Starym Miastem i Przedmieściem Zielonym oraz Książkiem na południu. Od centrum miasta oddalone jest o ok. 1 km.

### Warunki naturalne
Osiedle położone jest na wzniesieniu, z którego rozpościera się piękna panorama na środkową i wschodnią część Kłodzka. Charakteryzuje się dość dużym zróżnicowaniem terenu licząc w najniższym punkcie 311, zaś w najwyższym 343 m n.p.m.

## Historia
Od czasów średniowiecza na terenie osiedla nie koncentrowała się poważniejsza zabudowa. W rejonie ul. Kościuszki znajdowały się luźne zabudowania mieszkalne – tzw. Przedmieście za Bramą Czeską, które ulegało zniszczeniom przy okazji kolejnych wojen jakie przetoczyły się przez hrabstwo kłodzkie. Po rozbiórce bram miejskich przyłączono ten obszar do Kłodzka. W dwudziestoleciu międzywojennym przy obecnej ul. Jana Pawła II wzniesiono kilka budynków jednorodzinnych w 1936 roku. Dalszą rozbudowę w kierunku zachodnim utrudniało dosyć strome położenie.
Od lat 60. XX wieku zaczęło się rozwijać w Kłodzku budownictwo mieszkaniowe, wobec wzrostu liczby ludności i niedostatecznej liczby mieszkań. Jako pierwsze powstały osiedla: Nyskie, potem Morcinka. W kolejnej dekadzie wybudowano osiedle im. św. Wojciecha. Nie zaspokajało to wszystkich potrzeb mieszkaniowych wobec czego władze zdecydowały się na budowę blokowiska z modnej wówczas wielkiej płyty, która znalazła swoje zastosowanie po raz pierwszy w NRD. Klatkowiec wzniesiono w technologii wielkiego bloku. Płyty dowożono z fabryki domów z Wrocławia.
Inwestorem była Kłodzka Spółdzielnia Mieszkaniowa. Gotowe prefabrykaty wyrabiano w Kłodzkiej Fabryce Domów. Budowę miano realizować etapami, której koniec przewidywano na lata 90. XX wieku. Docelowo na osiedlu miało zamieszkać kilkanaście tysięcy mieszkańców. Według ówczesnych przewidywań kilka tysięcy z nich miało znaleźć pracę w usługach i administracji, przede wszystkim spółdzielczej.
Pierwotny plan zakładał budowę osiedla złożonego z pięciu klatkowców zamykających z każdej strony osiedle oraz punktowców położonych w jego środkowej części. W centrum urbaniści miejscy przewidzieli miejsce dla nowej świątyni katolickiej. We wschodnim krańcu zamierzano zbudować krytą pływalnię. Plan ten kilkakrotnie modyfikowano, m.in. w latach 80. XX wieku, kiedy zmieniono lokalizację kościoła, który przeniesiono w miejsce pływalni, a w jego pierwotnym miejscu powstać miał tzw. „Nowy Rynek”. Osiedle otrzymało roboczą nazwę Nowego Miasta.
Na 1974 przypadł początek inwestycji, którą rozpoczęto od realizacji długiego klatkowca przy ul. Rodzinnej. W kolejnych latach wybudowano powyżej niego 11-kondygnacyjne punktowce. Dalsza budowa została zahamowana w wyniku kryzysu gospodarczego 2. połowy lat 70. i pogłębiającej się stagnacji lat 80. XX wieku
Planowej budowy nigdy nie ukończono. W latach 1990–1993 wzniesiono ostatnie dwa bloki mieszkalne przy ul. Wiosennej, wybudowane w nowej technologii nie z prefabrykatów. Niestety zbyt długi czas ich budowy oraz nierentowność nowej technologii doprowadził ostatecznie do zaprzestania dalszej realizacji rozbudowy osiedla. W 2 połowie lat 90. XX wieku w środkowej części, gdzie miały powstać kolejne punktowce wydano pozwolenia na budowę prywatnych budynków jednorodzinnych, których budowa nie przekraczała 2-3 kondygnacji.

### Nazewnictwo
Osiedle zostało nazwane dla upamiętnienia znanego polskiego pisarza i dramaturga Leona Kruczkowskiego, prezesa ZG Związku Literatów Polskich (1949–1956), który z powiatem kłodzkim związany był poprzez mandat poselski Sejmu PRL II kadencji (1957–1961) z okręgu wyborczego nr 106 Kłodzko, w skład którego wchodziły ówczesne powiaty: bystrzycki, kłodzki, dzierżoniowski, strzeliński i ząbkowicki.

## Administracja
Na terenie Kłodzka nie występują pomocnicze jednostki administracyjne, takie jak: osiedla, czy dzielnice, dlatego też o większości spraw decyduje samorząd miejski, którego siedziba znajduje się na pl. Bolesława Chrobrego, na Starym Mieście. Mieszkańcy osiedla wybierają do Rady Miasta pięciu radnych co 5 lat (do 2018 roku kadencja wynosiła 4 lata), tworząc okręg wyborczy nr 4, wraz z całą zachodnią częścią miasta, położoną na lewym brzegu Nysy Kłodzkiej.

## Edukacja i kultura
Na terenie osiedla znajduje się Szkoła Podstawowa nr 3 im. kpt. Stanisława Betleja przy ul. Jana Pawła II 4. Kształci się w niej zdecydowana większość dzieci w wieku 6–15 lat. Część ul. Rodzinnej (do nr 44) należy do szkolnego obwodu, który obsługiwany jest przez położoną na ul. Bohaterów Getta 22 – Szkołę Podstawową nr 6 im. Unii Europejskiej. Młodzież po ukończeniu podstawówki kontynuuje dalszą edukację w szkołach średnich położonych w centrum Kłodzka.
Dyrektorem Szkoły Podstawowej nr 3 jest mgr Lidia Jaroszewska. Szkoła ta jest inicjatorem działań kulturalnych na terenie osiedla. Mieści się w niej też biblioteka, świetlice: szkolna i socjoterapeutyczna oraz działa asystentka ds. ludności romskiej.
Na terenie kompleksu katechetyczno-parafialnego przy ul. kard. Wyszyńskiego znajduje się filia nr 1 Powiatowej i Miejskiej Biblioteki Publicznej. Ponadto od 2012 roku działa tam w dawnej kaplicy mszalnej Centrum Kultury Chrześcijańskiej.

## Religia
Większość mieszkańców osiedla stanowią wyznawcy kościoła katolickiego. Drugą pod względem liczebności grupę stanowią wyznawcy Kościoła Ewangelicko-Augsburskiego, którego parafia znajduje się na terenie historycznego Przedmieścia Ząbkowickiego.
Do 1982 roku katoliccy mieszkańcy tej części miasta należeli do parafii Wniebowzięcia Najświętszej Maryi Panny, z której w tym roku została wyodrębniona parafia Podwyższenia Krzyża Świętego, obejmując swoim zasięgiem również okoliczne wioski. Jej siedziba znajduje się w kościele pod tym samym wezwaniem, mieszczącym się we wschodniej części osiedla. W parafii mieści się Kłodzki Urząd Dziekański. Parafia ta wchodzi w skład diecezji świdnickiej.
Ponadto przy ul. Rodzinnej 73-75 swoją siedzibę znalazł w 2003 roku zbór Chrześcijańskiej Wspólnoty Zielonoświątkowej w Kłodzku. Na jego czele stoją: pastor Krzysztof Kwiecień oraz jego zastępca Waldemar Kempski.

## Architektura i urbanistyka
Jest to współczesne, wielkopłytowe osiedle, kontrastujące ze starą architekturą miasta. Stoją tu m.in. pięciokondygnacyjne, wieloklatkowe budynki mieszkalne, jedenastokondygnacyjne wieżowce – punktowce. Osiedle jest typowym przykładem nowej dzielnicy miejskiej, pomyślane jako autonomiczny organizm z pełną infrastrukturą.
W skład osiedla wchodzi 12 ulic:
- ul. Dusznicka (cześć)
- ul. Jana Pawła II
- ul. Tadeusza Kościuszki (część)
- ul. Łąkowa (cześć)
- ul. Objazdowa (część)
- ul. Witolda Pileckiego
- ul. Przyjaciół Dzieci
- ul. Macieja Rataja
- ul. Rodzinna
- ul. Spółdzielcza
- ul. Wiosenna
- ul. kard. Stefana Wyszyńskiego

## Rekreacja
Osiedle zostało zaplanowane jako autonomiczna część miasta Kłodzka. Między blokami znajduje się sporo zieleńców, które gdzieniegdzie porastają drzewa oraz krzewy. Najważniejszą rolę przez wiele lat odgrywał znajdujący się we wschodniej części osiedla Park Przyjaciół Wojsk Górskich, powstały w latach 70. XX wieku jako Park Młodzieży. Znajdowała się w nim m.in. pergola oraz alejki ze ścieżkami rowerowymi. Uległy one całkowitej dewastacji w latach 90. XX wieku i dopiero w 2 połowie lat 10. XXI wieku przeszedł gruntowną modernizację.
W pobliżu parku znajdują się ogródki działkowe, należące do POD Zwycięstwo. Po wielu latach starań ostatecznie w 2011 roku przy Szkole Podstawowej nr 3 oddano do użytku krytą pływalnię.
W 2010 roku w miejscu przewidzianym dawniej jako Nowy Rynek oddano do użytku alejkę spacerową z kolorową fontanną, która stanowiła początek dla powstającego tam parku kieszonkowego. Działało tam też do 2016 roku mini-zoo, zlikwidowane po protestach okolicznych mieszkańców. W jego miejsce rok później powstał siłowania plenerowa.

## Gospodarka
Osiedle im. Kruczkowskiego jest typową kłodzką sypialnią, czyli osiedlem mieszkaniowym. Nie ma na nim żadnych większych zakładów pracy. Osiedle ma rozbudowaną infrastrukturę handlowo-usługową. Jest tutaj poczta, oddziały banków, w tym m.in. PKO Bank Polski i Santander Bank Polska oraz działają sklepy wielobranżowe i spożywcze. Największym z nich są supermarkety: Biedronka, „Kłodzka Chata” oraz E.Leclerc, mieszczący się w obiekcie po dawnej Hali Targowej „Merkury”. W latach 90. XX wieku i na początku XXI wieku hala ta odgrywała ważną rolę w handlu przygranicznym z Czechami. Swoją siedzibę ma tutaj także PKS Kłodzko.

## Infrastruktura

### Transport
Osiedle znajduje się na uboczu ważnych szlaków komunikacyjnych ziemi kłodzkiej. Przez jego północną granicę przechodzi droga wylotowa z Kłodzka, która łączy się dalej z trasą europejską 8 (E67) do Kudowy-Zdroju. Wszystkie drogi na jego terenie mają charakter dróg gminnych lub osiedlowych.

### Komunikacja
Komunikacja miejska na terenie osiedla im Kruczkowskiego jest najlepiej rozbudowana w całym mieście, co wynika z faktu, że obszar osiedla zamieszkuje blisko 1/3 mieszkańców Kłodzka. Obsługuje ją prywatna firma A-Vista. Przewoźnik ten posiada na terenie osiedla sześć przystanków autobusowych: Kłodzko, ul. Dusznicka – PKS/Biedronka, Kłodzko, ul. Rodzinna – Sklep, Kłodzko, ul. Rodzinna/ul. Przyjaciół Dzieci, Kłodzko, ul. Spółdzielcza – E.Leclerc, Kłodzko, ul. Spółdzielcza/ul. Jana Pawła II, Kłodzko, ul. Spółdzielcza/ul. Przyjaciół Dzieci. Pojazdy A-Visty kursują na trasie: Kłodzko/ul. Szpitalna/Szpital w kierunku Kłodzko/ul. Noworudzka/Galeria.
Ponadto w pobliżu tzw. „Małego Budynku” Szkoły Podstawowej nr 3 im. kpt. Betleja znajduje się przystanek ul. Kościuszki (targ), z którego odjeżdżają autobusy podmiejskie i dalekobieżne. Obsługiwany jest on m.in. przez PKS Kłodzko, Beskid-Przewozy oraz czeskiego przewoźnika CDS Náchod.

### Bezpieczeństwo
W zakresie ochrony przeciwpożarowej oraz innych miejscowych zagrożeń – mieszkańcy osiedla im. Kruczkowskiego podlegają pod rejon działania Komendy Powiatowej Straży Pożarnej oraz Komendy Powiatowej Policji w Kłodzku. Funkcję dzielnicowego sprawuje: sierż. szt. Piotr Suchorzyński z I Rejonu Służbowego. Z ramienia kłodzkiej straży miejskiej I Rejon Służbowy obsługują st. insp. Jarosław Dereń oraz st. insp. Krzysztof Szopa.
Na osiedlu znajduje się też otwarta w 2019 roku przy ul. Spółdzielczej 4 przychodnia lekarska „Eskulap”, w której przyjmują lekarze podstawowej opieki zdrowotnej, jak i specjaliści. Została ona tu przeniesiona ze śródmieścia w związku z rozbudową placówki. Ponadto na terenie całego zespołu mieszkaniowego znajdują się liczne prywatne gabinety lekarskie oraz dentystyczne. Działają też dwie apteki: „Vitrum” przy ul. Dusznickiej 1a oraz „Rodzinna” przy ul. Rodzinnej 41.

## Ciekawostki
- Przy ul. Rodzinnej znajduje się jeden z najdłuższych klatkowców w Polsce liczący 603 m długości[40].
- Przez ostatnie dwie dekady XX wieku między ulicami Spółdzielczą, a Przyjaciół Dzieci wielokrotnie ze swoimi namiotami rozbijały się cyrki odwiedzające Kłodzko[41].